# Jimmy Millar
Pour les articles homonymes, voir Millar.
James Millar, dit Jimmy Millar, (né le 20 novembre 1934 à Édimbourg en Écosse et mort le 20 octobre 2022) est un joueur puis entraîneur de football écossais. Il fait partie du Rangers FC Hall of Fame.

## Biographie
Millar est acheté 5 000 £ par les Rangers le 12 janvier 1955 à Dunfermline, où il jouait défenseur. Il rejouera d'ailleurs à ce poste à de nombreuses occasions. Mais son poste de prédilection était attaquant.
Aux Rangers, avec des joueurs comme Bobby Shearer, Eric Caldow, John Greig, Jim Baxter, Alex Scott et Ralph Brand, ils s'imposent durant la décennie 1960. 
Il marque un total de trente buts en Coupe d'Écosse (record d'après-guerre pour les Rangers) à égalité avec Derek Johnstone, et inscrit trois buts en finales de coupe 1959-60 et 1963-64, record également égalé par Johnstone.
Millar est connu pour avoir inscrit un record du nombre de buts contre les rivaux des Rangers, les Celtic, avec 13 buts lors du Old Firm, dont deux au Celtic Park au traditionnel match du nouvel an en 1960 et en 1964.
À l'été 1967, Millar quitte les Rangers pour Dundee United. 
Il a au total joué 317 matchs et inscrit 162 buts, avec à la clé 3 championnats, 5 coupes et 3 supercoupes.
Il joue également deux fois avec l'équipe d'Écosse tandis qu'il évolue aux Rangers. 
Il devient ensuite entraîneur des Raith Rovers pour une brève période après sa retraite, avant de devenir propriétaire d'un pub à Édimbourg. Il fait partie du Rangers FC Hall of Fame.
Il meurt le 30 octobre 2022 à l'âge de 87 ans.

## Palmarès
Rangers FC
- Champion du Championnat d'Écosse de football (6) :
  - 1956, 1957, 1959, 1961, 1963 et 1964.
- Vice-champion du Championnat d'Écosse de football (4) :
  - 1958, 1962, 1966 et 1967.
- Meilleur buteur du Championnat d'Écosse de football (1) :
  - 1963 : 27 buts.
- Vainqueur de la Scottish Cup (5) :
  - 1960, 1962, 1963, 1964 et 1966.